# 1822 no Brasil
Esta é uma cronologia dos principais fatos ocorridos no ano de 1822 no Brasil (1822-1889).

## Incumbente
- Monarca:
  - Rei D. João VI (1816–7 de setembro de 1822)
  - Imperador D. Pedro I (12 de outubro de 1822–1831)

## Eventos
- Uma multidão compareceu à festa em que D. Pedro I foi aclamado imperador, e também à coroação, na Capela Imperial, em dezembro do mesmo ano.

### Janeiro
- 9 de janeiro - D. Pedro I  recusa-se a atender convocação das Cortes de Lisboa para voltar a Portugal, dando início ao processo de independência brasileira. A data ficou conhecida como Dia do Fico.[1]
- 16 de janeiro - D. Pedro I organiza um ministério formado só por brasileiros, sob a chefia de José Bonifácio.
- 18 de janeiro - José Bonifácio é nomeado chanceler brasileiro.

### Fevereiro
- 19 de fevereiro - Insurreição pela independência brasileira na Bahia. Morre a freira Joana Angélica.

### Maio
- 4 de maio - D. Pedro determinou que qualquer ordem vinda de Portugal só seria obedecida no Brasil se ele dissesse cumpra-se; era outra vitória do partido brasileiro.
- 13 de maio - D. Pedro é aclamado Defensor Perpétuo do Brasil pela maçonaria.

### Junho
- 3 de junho - Deputados brasileiros vão para as cortes de Lisboa.
- 14 de junho - Assinada Ata de Vereação em Santo Amaro (Bahia), o 1º documento a manifestar oficialmente o desejo de independência do Brasil.

### Julho
- 14 de julho - O governo brasileiro proíbe desembarque de tropas portuguesas.
- 17 de julho - Pedro I do Brasil extingue sistema de sesmarias de terras.

### Agosto
- 2 de agosto - Pedro I ingressa na maçonaria, sob o nome de Guatimozim.
- 13 de agosto - D. Leopoldina é nomeada chefe do Conselho de Estado e Princesa Regente Interina do Brasil.
- 14 de agosto - D. Pedro viaja para São Paulo.

### Setembro
- 2 de setembro - Conselho de Estado, reunido por José Bonifácio e pela imperatriz Leopoldina, recomenda a independência.
- 7 de setembro - Independência ou morte!: O Brasil declara a Independência de Portugal.

### Outubro
- 12 de outubro - D. Pedro é aclamado Imperador do Brasil, num quadro de monarquia constitucional.
- 25 de outubro - D. Pedro corta relações com a maçonaria e tenta dissolvê-la.

### Dezembro
- 1 de dezembro - Coroação e sagração de Pedro I, na Capela Imperial, como Imperador Constitucional e Perpétuo Defensor do Brasil.
- Dezembro - Por ocasião de sua coroação, D. Pedro I do Brasil cria a Ordem Imperial do Cruzeiro.
- Dezembro - Criada a Guarda de Honra de D. Pedro I do Brasil.
- 24 de dezembro - Tropas portuguesas na Bahia, Piauí, Maranhão e Pará decidem resistir contra a independência.

## Nascimentos
- Frederico Augusto de Mesquita, foi nomeado barão e lutou na Guerra do Paraguai (m. 1884).

## Mortes
- 23 de Dezembro - Santo Antônio de Sant'Ana Galvão, Frei Galvão, católico e santo brasileiro (n. 1739).
- 19 de Fevereiro - Joana Angélica, religiosa mártir da independência do Brasil (n. 1761).